# Squibs Wins the Calcutta Sweep
Squibs Wins the Calcutta Sweep er en britisk stumfilm fra 1922 af George Pearson.

## Medvirkende
- Betty Balfour som Squibs Hopkins
- Fred Groves som P. C. Lee
- Hugh E. Wright som Sam Hopkins
- Bertram Burleigh
- Annette Benson som Ivy Hopkins
- Mary Brough som Mrs Lee
- Hal Martin